# Helsinge
Helsinge er en stationsby i Nordsjælland og hovedsæde for Gribskov Kommune. Indtil 2007 var Helsinge hovedsæde for Helsinge Kommune. Byen har 9.482 indbyggere  (2024), gymnasium og en række specialforretninger. Helsinge tilhører Region Hovedstaden.

## Historie
I 1682 omfattede Helsinge landsby 10 gårde og 12 huse uden jord. Det samlede dyrkede areal udgjorde 312,8 tønder land skyldsat til 54,18 tønder hartkorn. Dyrkningssystemet var trevangsbrug.
I det tidlige 1800-tal var Helsinge en landsby på størrelse med de omgivende landsbyer, men den havde en kro og en kirke, idet sognepræsten desuden havde et annekssogn, Valby. Med flytningen af birkedommerkontor (1848) fra Esrum (efter at det en kort tid var placeret i Nødebo ifølge historikeren Gunnar Olsens bog om Kronborg Vestre Birk) udviklede Helsinge sig. I 1840 boede 23 % af sognets 1.258 indbyggere i byen, men i 1901 var andelen 43 % ud af 1.647 indbyggere. I mellemtiden havde byen blandt andet fået en dommer (1848), en læge (1859), et postkontor (1862), tilladelse til afholdelse af marked 1869, telegrafstation (1872), jernbane (1897) og elektricitetsværk (1904), hvilket var meget tidligt for en by af Helsinges størrelse. Primus motor for elektricitetsværk, vandværk 1905 og mange andre af Helsinges institutioner var dyrlæge Jens Laurits Gram (født i København 1872, død i Helsinge 1950).
Ved århundredeskiftet blev Helsinge beskrevet således: "Helsinge, købstadlignende Landsby med 1/2 1890: 502 Indb., med Kirke, Præstegd., Postkontor med Telegrafst. og Telefonforb. med Tisvilde, 2 Gæstgiverier, Dampuldspinderi med Dampstampeværk og 2 Møller, Bagerier, Bryggeri, Garveri, Farveri osv., og Markeder med Kreaturer og Landbrugsprodukter (2. Onsdag i Jan., April, Juni og Okt.). Byen er Tingsted for Kronb. vestre Birk og Bolig for Birkedommeren smstds. (Ting- og Arresthuset, opf. 1857, med Kontorer for Birkedommeren og Arrester er en nøjagtig Kopi af det i Fredensborg) og Distriktslægen i Kronb. Lægedistrikt, Sessionssted for Lægderne 135–46 af 1. Udskrivningskr. og Hjemsted for Spare- og Laanekasse for Kronb. vestre Birk (opr. 1/2 1862; 31/3 95: Sparernes Tilgodehavende 418,448 Kr., Reservef. 9155 Kr., Rentefod 3¾ à 4 pCt., Antal af Konti 1894 2058)."
Helsinge havde i 1840 283 indbyggere, i 1860 384 indbyggere, i 1870 460 indbyggere, i 1880 518 indbyggere.
I 1911 havde Helsinge 974 indbyggere, hvoraf 177 arbejdede inden for landbruget, 329 ved håndværk og industri, 180 ved handel, 81 ved transport. Byen havde i 1920 kirke, præstegård, missionshus (opført 1904), centralskole (1912), privatskole, apotek (1901), sparekasse (oprettet 1862), bank (oprettet 1906), gæstgiverier, maskinfabrik, dampuldspinderi og stampeværk, savværk, dampmølle, mejeri, brugsforening, købmænd, vandværk, elektricitetsværk, markedsplads (markeder med kreaturer), postkontor, station på Kagerup-Helsinge-banen, tingsted for Kronborg Vestre Birk og sessionssted.
I 2003 begyndte en større renovering af gadekæret og Østergade (gågaden), som blev afsluttet i sommeren 2006.

## Erhverv
Helsinges mest kendte virksomhed er Metro Therm.

## Folk
- Tidligere finansminister og formand for Folketinget Thor Pedersen, medlem af Helsinge Kommunalbestyrelse 1974-85, borgmester 1978-85.
- Cykelrytter Rolf Sørensen er opvokset i Annisse Nord, gik i gymnasiet i Helsinge og havde en overgang butik i byen.
- Bibeloversætter og Saxo-udgiver Christiern Pedersen, boede sine sidste år (1544-1554) hos den daværende præst Peder Andersen (familie) død cirka 1568 og er begravet på kirkegården og har en mindemur, rejst i 1956, ved gadekæret.
- Poul Erik Høyer-Larsen, olympisk guldvinder i badminton.
- Skuespilleren og Linie 3-manden Anders Bircow har boet (ungdomsårene) i Helsinge.
- Journalist og forfatter Allan Vendeldorf er født og opvokset i Helsinge.
- Radio- og tv-vært Morten Resen er opvokset og bor stadig i Helsinge.
- Revy og skuespiller Pernille Schrøder er opvokset i byen.
- Sanger og tidligere Big Brother-deltager Christian Brøns er født og opvokset i Helsinge.
- Standup komiker Anders Fjeldsted er fra byen
- Statsminister Lars Løkke Rasmussen gik i gymnasiet i byen

## Historiske registreringer
- 18. august 1969 - på grund af faldende omsætning i butikkerne i Helsinge indfører man kys i stedet for rabat. Kunder, der ønsker det, kan få et kys af ekspedienten efter afsluttet handel. De, der ikke vil kysses, får et negerkys (en flødebolle). Omsætningen begynder med det samme at stige.[kilde mangler]
- Helsinge blev for alvor kendt i 1992 da man rejste en kæmpe-regnbue i Gadekæranlægget. Regnbuen var et symbol på, at man for enden af regnbuen, altid fandt guldet i handelsbyens mange velassorterede dagligvarebutikker, autoforhandlere og udvalgsvarebutikker. Alle virksomheder kunne blive medlem af Regnbueforeningen, og det betød en medlemsfremgang på mere end 75 (i forvejen var der 80 medlemmer fra den daværende forening). Til at lede projektet ansatte man Tommy Seier som marketingschef de næste 6 år. Som et resultat af projektets store succes fortsatte man herefter med det gode samarbejde i byen, til nu også at omfatte turismen. Man dannede Helsinge Turist- og Erhvervsråd, og ansatte Tommy Seier som Turist- og Erhvervschef fra 1994-2008. Hovedkontoret hed i alle årene Informationscentret for Erhverv og Turisme. Herefter blev turismen lagt ind under Visit-Nordsjælland, og Erhvervsforeningen forsatte som selvstændig forening.[7]